# Yves Benoit
Yves Benoit (Deerlijk, 13 juli 1949) is een Vlaamse doctor in de geneeskunde en hoogleraar. Hij is de oprichter van het Kinderkankerfonds en van het project KOESTER.

## Biografie
Yves Benoit brengt zijn jeugd door in de Kapel ter Rustestraat te Deerlijk. Na zijn humaniora aan het Damiaancollege in Kortrijk studeert hij geneeskunde aan de universiteit van Gent. Aan deze instelling blijft hij na het voltooien van zijn opleiding ook verbonden. Tijdens zijn studententijd is Yves Benoit praeses van de studentenverenigingen Moeder Deerlijkse (1970), Gavergild Waregem (1971) en Senior Seniorum van het SK Ghendt (1972).
Hij richt in 1985 het Kinderkankerfonds op, het jaar dat hij aan het hoofd komt van de Kinderkankerafdeling van het Universitair Ziekenhuis te Gent. In 1992 sticht hij het project KOESTER (Kinder Oncologische Eenheid voor Specifieke Thuiszorg En Rehabilitatie),  het thuiszorgproject voor kinderen met kanker.
Benoit is als eerste hoogleraar in België benoemd in zijn specialisme 'pediatrische hematologie-oncologie'.
Hij woont in Dikkelvenne (Gavere).

## Hulde
- Benoit is sedert 2003 ereburger van de gemeente Deerlijk.[2]

- In 2013 wordt hij tot ridder geslagen in de (ludieke) orde van 't Manneke uit de Mane.

- In februari 2015 was er de bekroning van Benoit door de stad Gent tot De Strafste Gentenaar 2014.[3]